# Abdel
Abdel ist ein Roman des spanischen Autors Enrique Páez aus dem Jahr 1994. Es handelt sich um ein Kinderbuch, das die Problematik von Immigranten aus Afrika thematisiert.

## Inhalt
Die Geschichte wird aus der Sicht Abdels, einem ca. 16 Jahre alten Jungen, erzählt. Ausgangspunkt ist seine aussichtslose Situation auf einem Friedhof, alleine, hungrig und ohne seinen Vater. Er berichtet in einer Art Rückblende, wie er in diese Situation gelangt ist.
Abdel lebte mit seinem Vater Yasir bei einem Nomadenstamm, in Marokko. Seine Mutter wurde von marokkanischen Soldaten getötet. Ben Abjalah, ein Gelehrter des Stamms, bringt Abdel Spanisch sprechen und das Lesen bei.
Da Yasirs Leben bedroht ist und weil er Abdel eine bessere Zukunft ermöglichen will, machen sich die beiden auf den Weg, um nach Spanien einzureisen. Die Reise, vor allem der Weg über die Straße von Gibraltar, ist gefährlich: das Schiff ist überfüllt, die Luft zum Atmen knapp, und als das Schiff untergeht, ertrinken viele der illegalen Einwanderer. Yasir und Abdel überleben knapp.
Angekommen in Spanien erwartet sie nicht das erhoffte Paradies, sondern ein Leben, das ihnen weder Geld noch ein Heim noch Nahrung zu bieten hat. Dann lernen sie jedoch Jorge Meléndez kennen, der ihnen Arbeit und Geld verspricht. Für ihn sollen sie Pakete transportieren. Abdel beginnt, eine größere Rolle als sein Vater zu spielen – aufgrund seiner Fähigkeiten ist er Meléndez nützlicher als Yasir. 
Abdel findet heraus, dass es sich bei der Gruppe um Meléndez um Drogenschmuggler handelt und dass sich in den Päckchen Kokain befindet. Er hat aber keine Gelegenheit, es seinem Vater mitzuteilen und ist sich in seinem Verdacht auch nicht sicher.
Schließlich sollen Yasir und Abdel gemeinsam ein Paket abholen, angeblich, weil es sehr groß und schwer ist. Als sie ein kleines Paket vorfinden, realisieren sie, dass sie in eine Falle getappt sind: die Polizei taucht auf und nimmt Yasir mit, Abdel kann entkommen. Auf einem Friedhof sucht er Schutz.
Ausgehungert bemerkt er nach einigen Tagen, wie ein Mann ein Geschwisterpaar überfallen will, das den Friedhof besucht: Alicia und Miguel. Mit seiner Steinschleuder rettet er die beiden. Zum Dank möchten sie ihn mit Nahrung versorgen. Es entwickelt sich eine Freundschaft.
Gemeinsam hecken die drei einen Plan aus: Sie möchten Meléndez zu Fall bringen.
Vor dem Versteck des Kokains spannen sie deswegen eine Schnur, um den Weg der Bande zu verlangsamen. Alicia und Miguel sollen die Polizei rufen. Der Plan misslingt jedoch, da Meléndez' Männer Abdel entdecken und ihn in einen Kofferraum werfen. Abdel, der ein Päckchen Kokain hat, kann jedoch eine Spur aus dem weißen Pulver streuen und die gerufene Polizei findet ihn.
Yasir ist als Drogenschmuggler im Gefängnis. Abdel kommt in ein Kinderheim, wo er unterrichtet wird und sich mit Charo Lafuente, einer der Lehrerinnen, anfreundet. Sie zieht in Erwägung, Abdel zu adoptieren, da er ungleich seinen gleichaltrigen Kameraden weder gewalttätig noch den Drogen verfallen ist.
Yasir möchte nicht die Wahrheit sagen, sonst müssten sie nach Marokko zurückkehren, wo man ihn umbringen könnte. Außerdem liegt ihm Abdels Zukunft am Herzen, in Spanien kann er eine fundierte Ausbildung genießen.

## Historisch/Politischer Hintergrund
Das Buch ist als Kritik an den menschenunwürdigen Bedingungen für illegale Einwanderer zu verstehen, rollt aber auch die kriegerischen Verbrechen an dem Nomadenvolk der Tuareg auf. Seit dem 19. Jahrhundert war Spanisch-Sahara, später Spanisch-Westafrika, das Gebiet der Tuareg, eine spanische Kolonie. 1976 besetzte Marokko das heute noch von ihm unter der Bezeichnung Westsahara beanspruchte Gebiet. Viele Einwohner von Spanisch-Westafrika mussten nach Algerien fliehen und in Flüchtlingslagern wohnen. Die Frente Polisario, eine 1973 gegen die spanische Herrschaft gegründete Widerstandsgruppe, die für die Befreiung des Gebiets arbeitete, stellte nun eine Gefahr für die marokkanischen Besetzer dar. Daher errichteten die Soldaten Mauern um wirtschaftlich wichtige Bereiche wie El Aaiún, Smara und Bou Craa – dort befanden sich wichtige Phosphat-, Gas- und Petroleumbestände. Bei dem Bau einer solchen Mauer geschah der fiktive Mord an Abdels Mutter.
Das Königreich Marokko forderte nach dem Bau dieser Mauern von den Nomadenstämmen, sich an einem festen Ort niederzulassen.

## Ausgaben
- Enrique Páez: Abdel. 36. Aufl. Editorial SM, Madrid 2011, ISBN 84-348-4271-8.
- Enrique Páez: Abdel (Edition Hispano America; 5). Lagrev-Verlag, München 2006.
  - als deutsche Schullektüre: Abdel. Klett Sprachen, Stuttgart 2012, ISBN 978-3-12-535694-8.
  - als spanische Schullektüre: Abdel. Klett Sprachen, Stuttgart 2013, ISBN 978-3-12-535695-5.